# Rudolf Vítek
Rudolf Vítek (* 4. března 1943) byl slovenský a československý politik Komunistické strany Slovenska a poslanec Sněmovny lidu Federálního shromáždění za normalizace.

## Biografie
K roku 1976 se profesně uvádí jako brusič skla. Ve volbách roku 1976 zasedl do Sněmovny lidu (volební obvod č. 170 – Poltár, Středoslovenský kraj). Ve Federálním shromáždění setrval do konce funkčního období, tedy do voleb roku 1981.